# Yves Monot
Yves Maria Monot CSSp (ur. 29 maja 1944 w Pont-l’Abbé) – francuski duchowny katolicki posługujący w Kongu, duchacz, administrator apostolski 2006-2008 i biskup diecezjalny Ouésso w latach 2008-2021.

## Życiorys
Święcenia kapłańskie otrzymał 9 lipca 1972 w zgromadzeniu duchaczy. Pracował przede wszystkim na terenie Konga i Kamerunu, pełniąc funkcje m.in. wykładowcy teologii oraz ekonoma prowincjalnego.
22 kwietnia 2006 papież Benedykt XVI mianował go administratorem apostolskim Ouésso. 14 czerwca 2008 wskazany na biskupa diecezjalnego w tej samej diecezji. 7 września 2008 z rąk kardynała Ivana Diasa przyjął sakrę biskupią.